# فريدريك إيدستام
فريدريك إيدستام (28 تشرين الأول / أكتوبر عام 1838) مهندس ورجل أعمال فنلندي أسس شركة نوكيا عام 1865 مع رجل الأعمال ليو ميكيلين وكانت في بداية الأمر شركة لصناعة الورق 

## وفاته
توفي في 8 نيسان / أبريل 1916 ودفن في مقبرة هييتانييمي في هلسنكي